# Duncan McDougall
Duncan McDougall (født 14. marts 1959 i Aylesbury, England) er en engelsk tidligere roer.
McDouball var med i Storbritanniens otter, der vandt sølv ved OL 1980 i Moskva. Briterne blev i finalen kun besejret af Østtyskland, der vandt guld, mens Sovjetunionen tog bronzemedaljerne. Den øvrige besætning i briternes båd var Allan Whitwell, Henry Clay, Chris Mahoney, Andrew Justice, John Pritchard, McGowan, Stanhope og styrmand Colin Moynihan. Han var også med i båden ved OL 1984 i Los Angeles, hvor briterne blev nr. 5.

## OL-medaljer
- 1980:  Sølv i otter